# ノー・エクスペクテーションズ
「ノー・エクスペクテーションズ」（No Expectations）は、ローリング・ストーンズの楽曲。1968年発表のアルバム『ベガーズ・バンケット』収録。作詞・作曲はミック・ジャガーおよびキース・リチャーズ。

## 解説
フォーク・タッチのスローバラードで、ブライアン・ジョーンズによるスライドギターが大きくフィーチャーされている。ドラムスは一切使用されず、代わりにチャーリー・ワッツのクラベスとニッキー・ホプキンスのピアノでビートを保っている。ジャガーは「あの時俺たちは床に輪になって座って、歌ったり演奏してた。オープンマイクで録音したりね」と語っている。ジョーンズは1967年に大麻所持の容疑で逮捕されて以降、心身ともに衰弱していく一方であり、『ベガーズ・バンケット』の制作にもほとんど寄与することができなかった。この曲はそんなジョーンズの最後の活躍とも言え、ジャガーは「俺が覚えてる限り、100％マジで打ち込んでるブライアンを見たのはこの曲が最後だったな。あいつ、全てに興味を失ってたからね」と回想している。
アメリカではアルバムに先立ち、1968年8月に「ストリート・ファイティング・マン」のB面としてシングルカットされた。シングル盤はモノラル収録だが、「ストリート…」と異なりこの曲はステレオミックスとモノラルミックスで差異がない。ローリング・ストーン誌は、「ローリング・ストーンズの偉大な曲100選」にこの曲を39位にランク付けし、「戦前のブルースやカントリーミュージックといったロックの深いルーツに目を向けた、ストーンズの初期の重要な成果だ」と評した。また、ジャガー、リチャーズ共にこの曲をいい曲だと評価している。

## レコーディング・メンバー
- ミック・ジャガー - ボーカル
- キース・リチャーズ - アコースティックギター（リズム）
- ブライアン・ジョーンズ - アコースティックギター（スライド）
- ビル・ワイマン - ベース
- チャーリー・ワッツ - クラベス
- ニッキー・ホプキンス - ピアノ

## コンサート・パフォーマンス
この曲の初演は、1968年12月に収録されたTVショー『ロックンロール・サーカス』であった。ジョーンズはこの時、アコースティックギターではなく、エレキギター（ギブソン・ファイヤーバード）でスライドプレイを行った。その後1969年、1973年、1994年、1997年、2002年～2003年、2007年、2013年の各ツアーでも披露されている。ストーンズの公式ライブ作品では、2004年リリースのDVD『フォー・フリックス』に、2002年から2003年の「リックス・ツアー」での演奏が収録されている。